# Caulibugula hainanica
Caulibugula hainanica is een mosdiertjessoort uit de familie van de Bugulidae. De wetenschappelijke naam van de soort is voor het eerst geldig gepubliceerd in 1984 door Liu.